# 長安寺 (渋谷区)
長安寺（ちょうあんじ）は、東京都渋谷区にある浄土宗の寺である。

## 概要
阿弥陀を本尊としており、本堂には木彫りの立像がある。長安寺の境内には子供を守る地蔵菩薩やお米を祀る満米地蔵があり、墓所には江戸時代の狂歌師・亀玉堂亀玉の墓がある。

## 所在地
長安寺は原宿の高台に位置し、後背には外苑西通り（キラー通り）との間に小規模な住宅団地の原宿団地があった。同地では再開発が行われ、2013年（平成25年）には、18階建ての大規模な建物が長安寺の後背に起立することになる。